# Roanoke (Teksas)
Roanoke je grad u američkoj saveznoj državi Teksas. Prema popisu stanovništva iz 2010. u njemu je živjelo 5.962 stanovnika.